# 世界No.1クイズ
『世界No.1クイズ』（せかいナンバーワンクイズ）は、1986年2月2日から同年9月28日までTBS系列単独加盟局とテレビ山口（放送当時フジテレビ系列とのクロスネット局）で放送されていたTBS製作のクイズ番組である。放送時間は毎週日曜 20:00 - 20:54 （日本標準時）。

## 概要
世界各地のさまざまな「ナンバーワン」をクイズ形式で紹介していた。全問正解した解答者には世界一周旅行をプレゼントしていた。
司会は笑福亭鶴瓶が、データマンは当時TBSのアナウンサーだった鈴木史朗が務めていた。前期のレギュラー解答者は秋元秀雄、後期のレギュラー解答者はさだまさし。鈴木は、どんなに面白いことがあっても絶対に笑ってはいけないことになっていた。そのため、鶴瓶や解答者、さらには観客までもがあの手この手を使って鈴木を笑わせようとする場面が見られた。
当初は、三波春夫が歌う番組オリジナルソング「世界No.1音頭」をテーマ曲にしていた。
番組では、当時のテレビ東京系列（メガTON）土曜21時枠と同様、メインスポンサーであった日産自動車のグループ企業を紹介するCM『世界の恋人』が放送されていた。
| TBS系列 日曜20:00枠                               | TBS系列 日曜20:00枠                             | TBS系列 日曜20:00枠                              |
| 前番組                                            | 番組名                                          | 次番組                                           |
| ------------------------------------------------- | ----------------------------------------------- | ------------------------------------------------ |
| ザ・スペシャル （1985年11月10日 - 1986年1月19日） | 世界No.1クイズ （1986年2月2日 - 1986年9月28日） | おんな風林火山 （1986年10月12日 - 1987年3月1日） |